# 康乃狄克州哈特福聖殿
康乃狄克哈特福聖殿（英語：Hartford Connecticut Temple）是康乃狄克州法明頓的耶穌基督後期聖徒教會的一座聖殿。它是康乃狄克州的第一座聖殿，是新英格蘭的第二座聖殿，僅次於麻薩諸塞波士頓聖殿。
这座聖殿位于梅尔罗斯大道（Melrose Drive）和法明顿大道（Farmington Avenue）的街區。 